# Пластова температура
Пластова температура
Середня температура поверхні Землі становить приблизно 15 0С, а її добові коливання згасають на глибині 1—2 м, а сезонні — на 10—30 м. Глибину згасання сезонних коливань називають нейтральним рівнем (шаром), температура якого стала і дорівнює середньорічній температурі ґрунту даної місцевості. Із заглибленням у надра Землі температура зростає, що відображає геотермічний градієнт Гт, який є зміною температури Т зі зміною глибини z.
Геотермічний градієнт відносять до 100 м. Величина, обернена до геотермічного градієнта, називається геотермічним ступенем. Геотермічний градієнт різний для різних глибин (шарів порід) і територій (0,014—0,035 К/м; середньостатистичне значення 0,03 К/м; в активних тектонічних зонах може сягати 0,12 К/м. Геотермічний градієнт усереднюють для усього розрізу порід.
Температуру пласта залежно від глибини можна записати рівнянням геотермії:
Т=Т0+Гт z,
де Т — пластова температура, К; Т0 — температура нейтрального шару, К; z — глибина залягання пласта, яку вимірюють від нейтрального шару, м.